# 홍릉수목원
홍릉수목원(洪陵樹木園)은 서울특별시 동대문구 회기로 57에 있는 한국 최초의 수목원이다. 

## 개관
국립산림과학원에 위치한 수목원으로, 1922년 고종의 비 명성황후의 능이 있던 홍릉 지역에 임업시험장을 설치하면서 조성되었다. 전체면적은 35.5ha이다. 국내외 식물유전자원 총 2,035종 (목본 1,224종, 초본 811종)을 보유하고 있다.

## 연혁
초기에는 버드나무원, 오리나무원, 고산식물원, 관목원, 약용식물원 등으로 관리하였고, 1948년까지 전국 산지별로 수집한 식물 표본이 4천여 종 30만 점에 달하였으나 6·25전쟁 중 대부분 소실되었다. 현재의 홍릉수목원은 제1수목원에서 제9수목원까지 침엽수, 활엽수, 관목, 외국수목 및 약용식물 등으로 구성되어 있다. 2014년 3월 20일 서울특별시 동대문구 청량리동 산1-1번 외 7필지, 면적 35헥타르가 국가 산림문화자산 제2004-0001호로 지정되었다.

## 현황
국내외 식물유전자원 총 2,035종 (목본1,224종, 초본 811종)을 보유하고 체계적으로 수집 관리하여, 기초 식물 학문 분야를 발전시키고 있다. 홍릉수목원은 근대 임업 연구의 최초 시험지로, 역사·문화·학술적 가치가 높은 곳이다. 현재는 주말에 무료개방하고, 주중은 숲해설 프로그램 (월요일 제외) 신청을 통해 방문을 허용하고 있다. 개방시간은 동절기에는 오전 9시부터 오후 5시까지, 하절기에는 오전 9시부터 오후 6시까지이다.